# La Maison des petits bonheurs
La Maison des petits bonheurs est le plus grand succès de Colette Vivier, récompensé en 1939 par le Prix Jeunesse. Le texte en a été légèrement actualisé, sans doute par l'auteur elle-même, dans les années 1960.

## Synopsis
Avant la guerre de 40, une fillette de onze ans, Aline Dupin, raconte sa vie quotidienne dans son journal.

## Les personnages

### La famille Dupin
- Aline Dupin : Aline Dupin est la narratrice. Elle a onze ans et a une figure assez ordinaire. Elle a très bon cœur.
- Estelle Dupin : La sœur d'Aline. Elle a douze ans et est assez jolie mais a un mauvais caractère et jette souvent sa colère sur sa sœur.
- Riquet Dupin : Le petit frère d'Aline qui a six ans. Riquet est d'humeur joyeuse au début mais lorsque sa tante le fouettera et le menacera de le dire à sa mère en voyage, Riquet deviendra sombre et fuguera (mais sera retrouvé).
- Les parents Dupin : Les parents Dupin sont assez doux avec leurs enfants, qu'ils aiment beaucoup. Mais lors de l'absence de la mère, partie pour aller voir une sœur malade, le père se montre moins inflexible avec ses enfants.

### Les tantes
- Tante Lotte : La belle-sœur de la mère d'Aline. Tombée malade à la mort de son mari, elle est obligée de faire venir chez elle la mère d'Aline pour qu'elle l'aide.
- Tante Mimi : Veuve du défunt frère de Mme Dupin, et tante d'Aline. Tante Mimi est ordinairement gentille mais elle se montre cruelle en battant Riquet pour une broutille.

### La famille Petiot
- Violette Petiot : C'est l'amie de cœur d'Aline. Elle est maladroite, au point que sa mère l'empêche de faire les travaux ménagers.
- Armand Petiot : Armand est un mauvais garçon, frère de Violette, qui se dispute parfois avec Aline. Il aidera Riquet à fuguer.
- Nono : Le petit frère de Violette et d'Armand.
- Les parents Petiot : On ne parle pas beaucoup des parents Petiot dans le livre. On sait qu'ils redoutent les bêtises de leur fils et de leur fille.

### La famille Fantout
- Les Fantout : Des épiciers prétentieux qui ont un étage pour eux tout seuls.
- Carmen Fantout : La fille des épiciers Fantout. Prétentieuse, Carmen n'a pas beaucoup d'amis à l'école.

### Les autres voisins de l’immeuble
- Mme Misère : Mme Misère est la concierge de l'immeuble. Son surnom viendrait de l'expression "Misère" qu'elle répète sans arrêt.
- Mlle Noémie : Une des locataires couturières.
- Gabriel : Le petit-fils d'une des locataires, Grand-Mère Pluche. Gabriel adore les gâteaux.
- Grand-Mère Pluche : La grand-mère de Gabriel. Grand-Mère Pluche adore cuisiner des gâteaux à la grande joie de son petit-fils.
- M. Copernic : Le nouveau locataire. Un peu âgé, M. Copernic joue du violon et écrit de la musique.

### L’école
- Mlle Délice : L'institutrice d'Aline, de Marie et de Carmen. Mlle Délice est très gentille et porte un magnifique corsage.
- Les amies de l'école : Le groupe d'amies d'Aline à l'école, dont Lulu Taupin.
- Marie Collinet : Marie devient, au fil du temps, l'amie d'Aline. Peu bavarde au début, Aline apprend qu'elle est orpheline et que sa belle-mère la traite durement.